# Benim Dünyam
Benim Dünyam es una película turca de 2013. Es un remake de la película Black.

## Argumento
En 1952, un adinerado matrimonio de Büyükada recibe la dolorosa noticia que su pequeña hija Ela (Beren Saat), ha quedado ciega y sorda debido a una enfermedad.
Pasan los años y Ela se convierte en una niña incapaz de comunicarse, y además tiene un comportamiento salvaje que ha causado graves accidentes que ponen en peligro a toda la familia. El padre de Ela (Turgay Kantürk) está cansado de lidiar con los problemas que causa la niña, por lo que propone internarla en un sanatorio. Su protectora madre (Ayça Bingöl) se negará a aceptar que su hija sea tratada como enferma mental. Esta madre buscará una última oportunidad para su hija al emplear a a Mahir (Uğur Yücel), un maestro que durante años se dedicará a demostrar que Ela tiene la fuerza y la determinación para llevar una vida independiente.

## Reparto
| Actor/Actriz       | Personaje       |
| ------------------ | --------------- |
| Beren Saat         | Ela Bayındır    |
| Melis Mutluç       | Ela Bayındır    |
| Uğur Yücel         | Maestro Mahir   |
| Ayça Bingöl        | Handan Bayındır |
| Turgay Kantürk     | Refik Bayındır  |
| Hazar Ergüçlü      | Ayla Bayındır   |
| Yasemin Çonka      | Sümbül          |
| Erdal Küçükkömürcü | Bedri           |